# Klaus-Dieter Seehaus
Klaus-Dieter Seehaus (Hagen, 6 de outubro de 1942 - 10 de fevereiro de 1996) é um ex-futebolista profissional alemão que atuava como defensor, medalhista olímpico.

## Carreira
Klaus-Dieter Seehaus, embora nascido em cidade que viria a ser situada na Alemanha Ocidental, fez parte do elenco da Seleção Alemã Oriental de Futebol, bronze em 1964.

## Ligações Externas
- Perfil na Sports Reference